# Eige Cronström
Nils Erik Eige Cronström, född 25 mars 1911 i Villmanstrand, död 26 november 1987, var en finländsk redaktör. Han var sedan 1937 gift med Ingegerd Lundén Cronström och far till Monica Cronström.
Cronström, som var son till diplomingenjör Henrik Esaias Cronström och Hanna Maria Charlotta Roos, blev student 1931. Han var redaktionssekreterare vid Nyland 1934–1935, anställd vid Träfanerindustrins Centralförbund 1937–1939, andre redaktör vid tidskriften Mercator 1948–1955, chefredaktör 1955–1960 och reklamchef vid Helsingfors Aktiebank 1960–1961. Han bedrev därefter industrihistorisk forskning samt var medarbetare i PR-firma Tiedotuspalvelu från 1963 och redaktör (ledarskribent) i tidskriften Mercator från 1966.